# ТВ Сезам
ТВ Сезам је локална српска телевизија. Основана је 1. марта 1999. године у Бору. 2004. године креће са радом дискографска кућа Сезам продукција.